# 楊立新 (少將)
楊立新，男，中國人民武裝警察部隊少將警銜，中共黨員、中華人民共和國和中國共產黨的军事、政治人物

## 生平
曾任中国人民武装警察部队黑龙江省总隊司令員